# Jamkówka różnokształtna

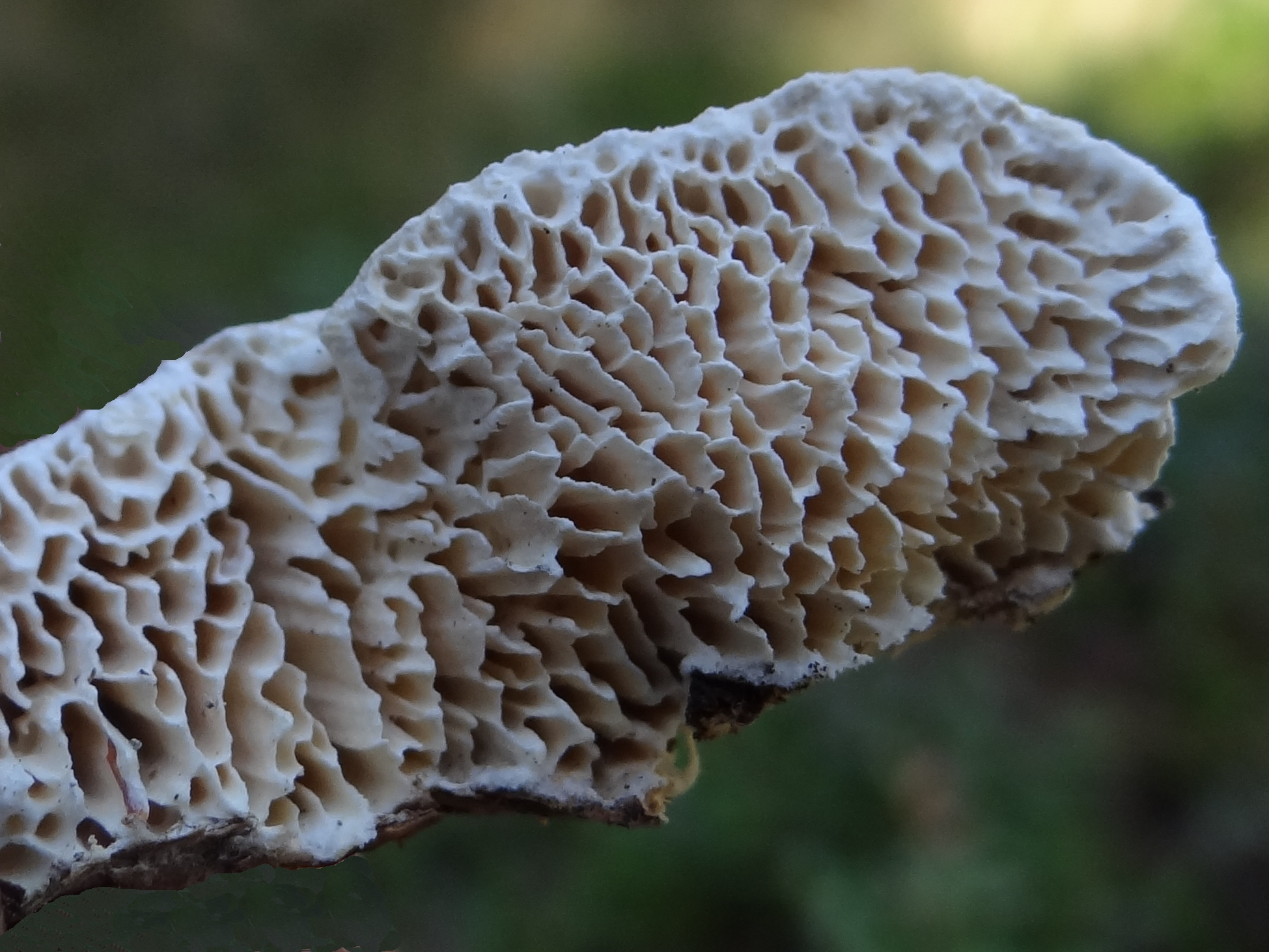
Hymenofor jamkówki różnokształtnej

Jamkówka różnokształtna (Antrodia heteromorpha  (Fr.) Donk) – gatunek grzybów z rodziny pniarkowatych (Fomitopsidaceae).

## Systematyka i nazewnictwo
Pozycja w klasyfikacji: Antrodia, Fomitopsidaceae, Polyporales, Incertae sedis, Agaricomycetes, Agaricomycotina, Basidiomycota, Fungi.
Po raz pierwszy gatunek ten zdiagnozował w 1815 r. Elias Fries jako Daedalea heteromorpha, do rodzaju Antrodia przeniósł go Marinus Anton Donk w 1966 r.
Niektóre synonimy nazwy naukowej:

- Cellularia heteromorpha (Fr.) Kuntze 1898
- Coriolellus heteromorphus (Fr.) Bondartsev & Singer 1941
- Coriolus hexagoniformis Murrill 1907
- Daedalea heteromorpha Fr. 1815
- Lenzites heteromorpha (Fr.) Fr. 1838
- Polystictus heteromorphus (Fr.) Lloyd 1916
- Polystictus hexagoniformis (Murrill) Sacc. & Trotter 1912
- Trametes heteromorpha (Fr.) Bres. 1915
- Trametes subsinuosa var. heteromorpha (Fr.) Pilát

Nazwę polską podał Władysław Wojewoda w 2003 r. Synonimy polskie: jamkówka biała, podskórnik heteromorficzny, jamkówka biaława, podskórnik białawy, podskórnik płożącyf>.

## Morfologia
Owocnik
Jednoroczny, rozpostarty, rozpostarto-odgięty lub siedzący. Gdy rośnie na poziomym podłożu często tworzy płaty o dużej powierzchni, rosnąc na podłożu pionowym zwykle tworzy liczne odstające owocniki. Pojedynczy owocnik osiąga szerokość i wysokość do 3 cm, a długość do 10 cm. Powierzchnia górna ma barwę od białej do kremowej, a u starszych owocników jasnobrązową. Początkowo jest nieco owłosiona, później naga i pomarszczona.
Hymenofor
Rurkowy, barwy od białej do kremowej. Rurki tworzą jedną warstwę o grubości około 3 mm, ale na podłożu pionowym długość rurek dochodzi nawet do 1,5 cm. Pory kanciaste, lub faliste, o średnicy 0,5–2 mm. Na podłożu pionowym lub pochyłym pory są zazwyczaj wydłużone w pionie. Ostrza porów (dissepiments) z czasem stają się ząbkowane.
Miąższ
Cienki, biały, korkowaty.
Cechy mikroskopowe
Strzępki ze sprzążkami, bezbarwne, grubościenne, cienkie (2–4 μm). Są kręte i rzadko dychotomicznie rozgałęziające się. Cystyd brak, ale pomiędzy podstawkami sporadycznie występują cystydiole o rozmiarach 20–26 × 7–8 um. Podstawki 4–zarodnikowe, ze sprzążkami. Mają rozmiar 30–43 × 8–11 um. Bazydiospory cylindryczne, wydłużone lub elipsoidalne, czasami lekko zakrzywione, bezbarwne, gładkie nieamyloidalne. Mają rozmiary 10–13 × 5–7 um.
Gatunki podobne
Na drzewach iglastych występuje kilka podobnych gatunek jamkówek, z częściej spotykanych są to: jamkówka pogięta (Antrodia sinuosa) i jamkówka rzędowa (Antrodia serialis). Charakterystycznymi cechami jamkówki różnokształtnej są duże pory o zróżnicowanym kształcie; koliste, kanciaste, labiryntowate, a nawet blaszkowate.

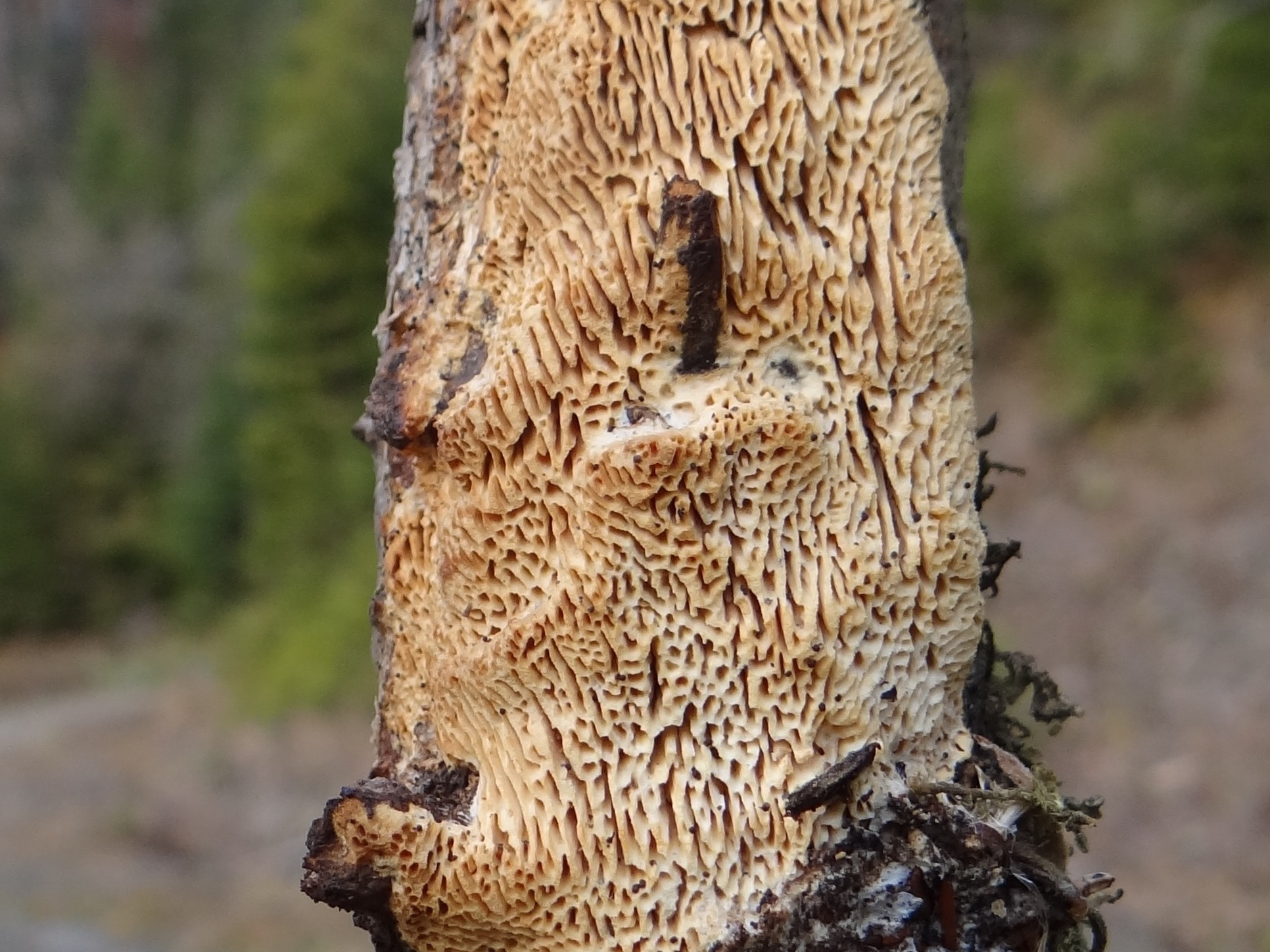
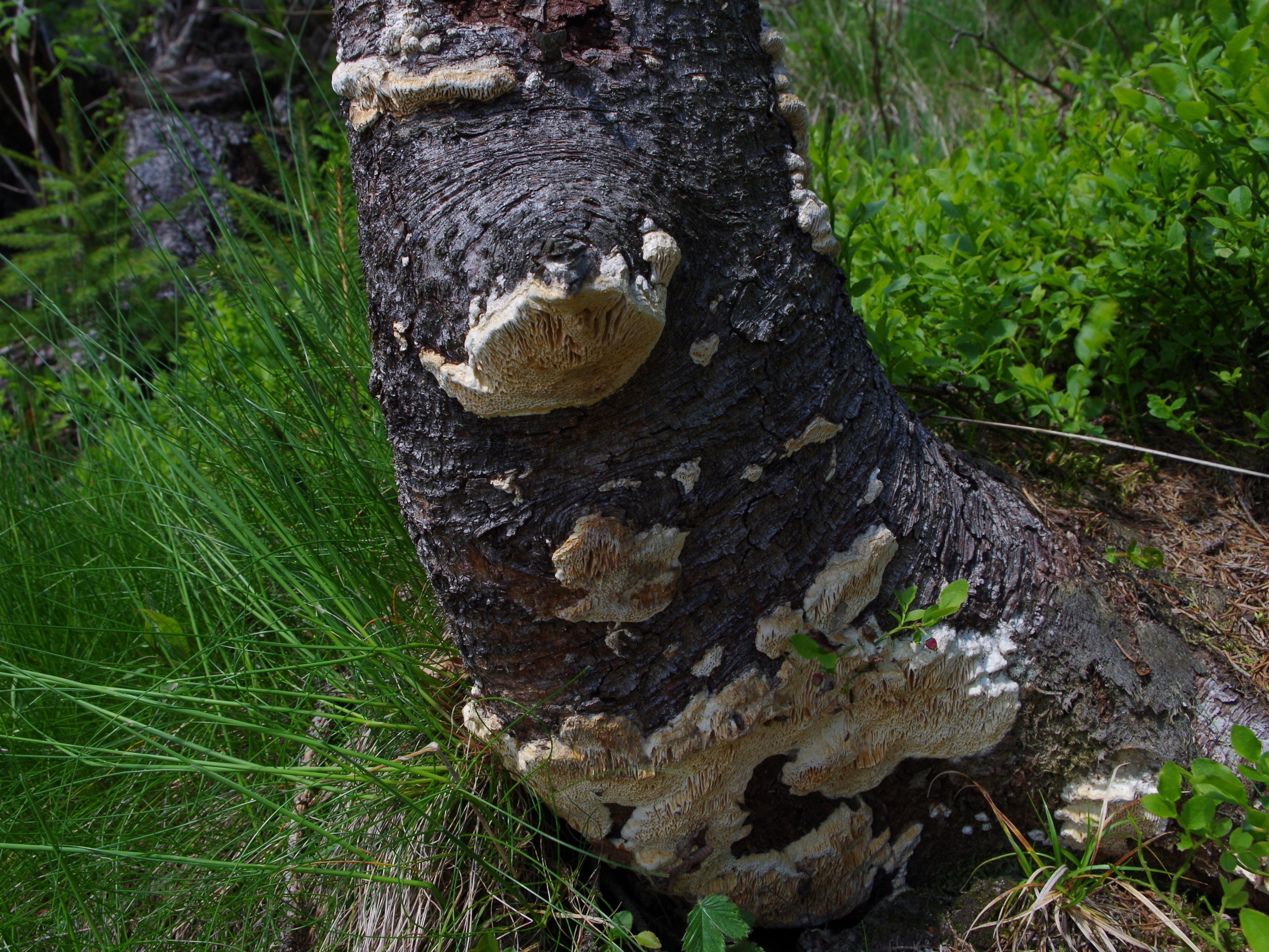
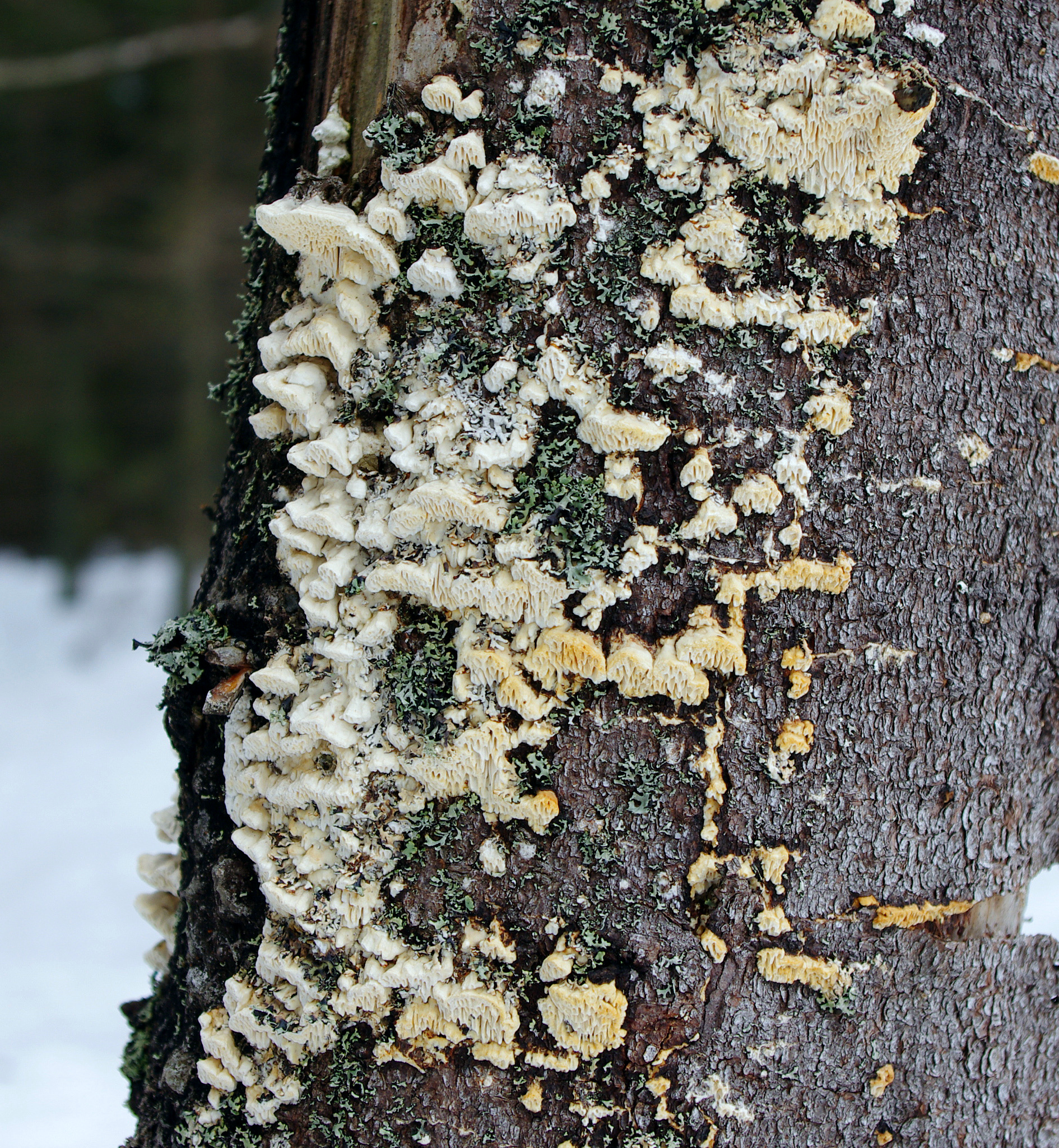
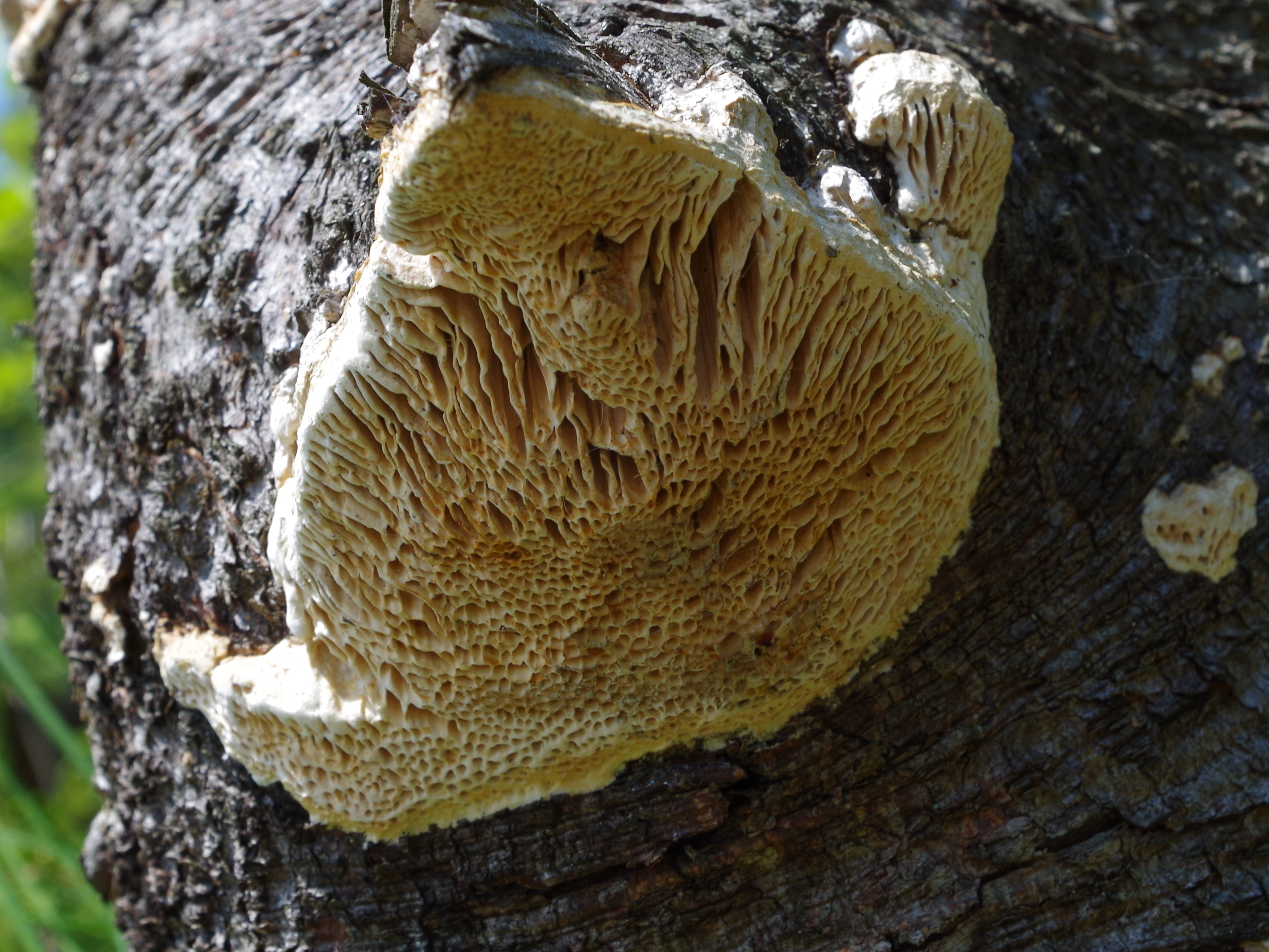

## Występowanie i siedlisko
Występuje na półkuli północnej: w Ameryce Północnej Europie i Azji. W Polsce jest częsty.
Nadrzewny grzyb saprotroficzny. Rozwija się na pniach, pniakach i gałęziach martwych drzew przez cały rok. Rośnie głównie na drzewach iglastych, szczególnie na świerku, rzadziej na jodłach i sosnach. Często można go spotkać w miejscach świetlistych, na pniach z dużą ilością porostów. Toleruje długie okresy suszy i duże zmiany temperatury.

## Znaczenie
Grzyb niejadalny, saprotrof powodujący brunatną zgniliznę drewna.